# Florinas
Florinas (sardisch: Fiolìnas) ist eine italienische Gemeinde (comune) mit 1445 Einwohnern (Stand 31. Dezember 2023) in der Metropolitanstadt Sassari auf Sardinien. Die Gemeinde liegt etwa zehn Kilometer südöstlich von Sassari.
Die Domus de Janas von Campu Luntanu und Sa Rocca und Su Lampu, die Nuraghensiedlung Punta Unossi sowie etwa 40 Nuraghen und weitere 30 Domus de Janas liegen bei Florinas.

## Verkehr
Entlang der östlichen Gemeindegrenze führt die Strada Statale 131 Carlo Felice von Cagliari nach Porto Torres.